# Johannes Kleinschmidt (Maler)
Johannes Kleinschmidt (* 22. März 1858 in Niederappenfeld, Kurfürstentum Hessen; † 23. Dezember 1905 in Reinhausen, Landkreis Göttingen) war ein deutscher Porträt- und Genremaler.

## Leben

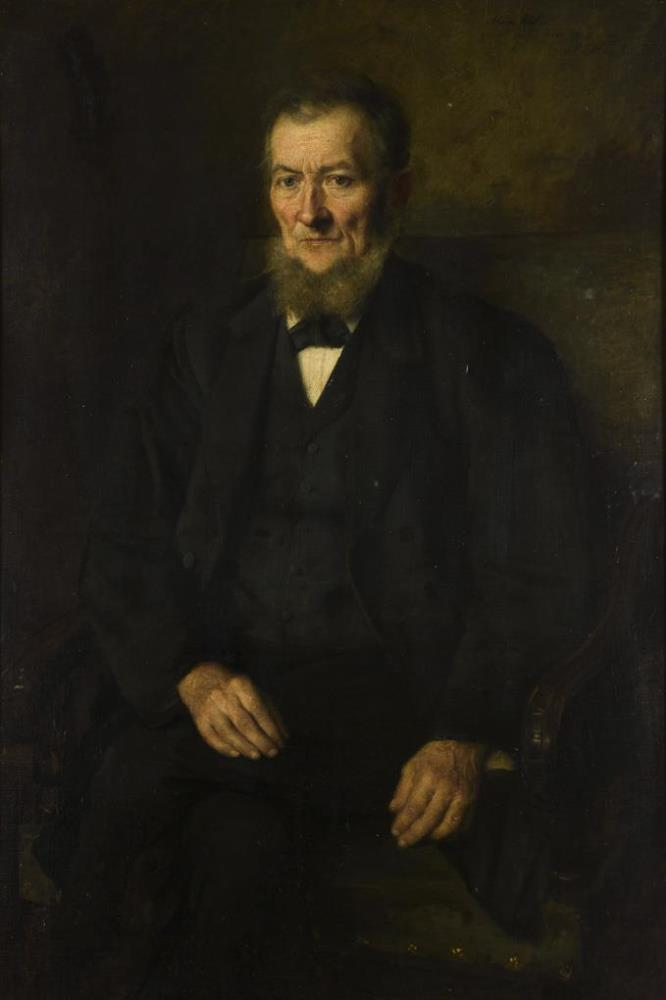
Bildnis des Vaters, 1887

Kleinschmidt ging zunächst bei Stubenmalern in Homberg und Kassel in die Lehre. Als Handwerksbursche wanderte er nach Italien. Nach seiner Rückkehr besuchte er, von einem Gönner unterstützt, die Kunstakademie Kassel, wo Louis Kolitz und Joseph Scheurenberg seine Lehrer waren. 1884/86 arbeitete er bei Otto Seitz in München und erhielt dort die Bronzemedaille der Akademie. 1897 ging er mit dem Bose-Stipendium nach Spanien. 1898 war im Kasseler Kunstverein seine 42 Nummern umfassende Sammlung von Gemälden alter Meister ausgestellt. Durch Krankheit war er seit 1903 am Malen gehindert.